# Second Chance
"Second Chance" é uma canção escrita por Brent Smith e Dave Bassett, gravada pela banda Shinedown.
É o segundo single do terceiro álbum de estúdio lançado em 2008 The Sound of Madness.

## Paradas
| Parada (2008)                 | Posição |
| ----------------------------- | ------- |
| ARIA Charts                   | 19      |
| Ö3 Austria Top 40             | 13      |
| Canadian Hot 100              | 29      |
| Media Control Charts          | 53      |
| Billboard Hot 100             | 7       |
| Hot Adult Top 40 Tracks       | 1       |
| Hot Mainstream Rock Tracks    | 1       |
| Alternative Songs             | 1       |
| Hot Adult Contemporary Tracks | 23      |
| Pop Songs                     | 3       |
| Top40-charts.com              | 31      |